# Dactylanthias aplodactylus
Dactylanthias aplodactylus là một loài cá biển thuộc chi Dactylanthias trong họ Cá mú. Loài này được mô tả lần đầu tiên vào năm 1858.

## Phân bố và môi trường sống
D. aplodactylus có phạm vi phân bố giối hạn ở Tây Thái Bình Dương. Loài cá này chỉ được biết đến qua một tiêu bản được tìm thấy ở ngoài khơi đảo Ambon thuộc Indonesia. Không rõ độ sâu mà mẫu vật được thu thập.

## Mô tả
Mẫu vật duy nhất được biết đến của D. aplodactylus có chiều dài cơ thể đo được là 17 cm.